# Erylus gilchristi
Erylus gilchristi är en svampdjursart som beskrevs av Burton 1926. Erylus gilchristi ingår i släktet Erylus och familjen Geodiidae. Inga underarter finns listade i Catalogue of Life.